# Juana de Inglaterra, reina de Escocia
Juana de Inglaterra (en inglés, Joan of England; 22 de julio de 1210-Havering-atte-Bower, 4 de marzo de 1238) fue una reina consorte de Escocia, al casarse con el rey Alejandro II. Era el tercer descendiente legítimo del matrimonio del rey inglés Juan sin Tierra y de su segunda esposa, Isabel de Angulema.

## Biografía
Juana se crio en la corte del conde Hugo X de Lusignan, pues estuvieron prometidos en matrimonio desde corta edad, como compensación por ser él abandonado por su madre, Isabel de Angulema. No obstante, a la muerte de Juan sin Tierra, Isabel decidió que debía ser ella quien se casase y Juana fue devuelta a Inglaterra, donde tenían lugar negociaciones para que se casara con el rey Alejandro II de Escocia.
Se casaron el 18 de junio de 1221 en la catedral de York. Alejandro tenía 23 años de edad, Juana tenía diez, casi once. No hubo descendencia. Juana murió en brazos de su hermano en Havering-atte-Bower en el año 1238 y fue sepultada en la abadía de Tarant Crawford, en Dorset.
Nada queda actualmente de esta iglesia; la última mención que se hace de ella es anterior a la Reforma.